# فرودگاه دیتون
فرودگاه دیتون (به انگلیسی: Dayton-Wright Brothers Airport) یک فرودگاه همگانی بهره‌برداری هوایی با کد یاتا MGY است که یک باند فرود آسفالت دارد و طول باند آن ۱۵۲۴ متر است. این فرودگاه در شهر دیتون کشور ایالات متحده آمریکا قرار دارد و در ارتفاع ۲۹۲ متری از سطح دریا واقع شده‌است.